# مایک لاندسمان
مایک لاندسمان (ایتالیایی: Maik Landsmann؛ زادهٔ ۲۵ اکتبر ۱۹۶۷) دوچرخه‌سوار اهل آلمان است.
وی در مسابقات کشوری و بین‌المللی در مجموع برندهٔ ۱ مدال طلا شده‌است.